# 9094 Butsuen
9094 Butsuen eller 1995 WH är en asteroid i huvudbältet som upptäcktes den 16 november 1995 av den japanska astronomen Takao Kobayashi vid Ōizumi-observatoriet. Den är uppkallad efter amatörastronomen Kazunari Butsuen.